# Zimowe Mistrzostwa Polski Seniorów w Lekkoatletyce 1939
7. Zimowe Mistrzostwa Polski Seniorów w Lekkoatletyce – zawody lekkoatletyczne, które zostały rozegrane 11 i 12 lutego 1939 w Przemyślu w hali należącej do Urzędu Okręgowego WF.

## Rezultaty

### Mężczyźni
| Konkurencja:              | 1. miejsce                                                                                     | Rezultat | 2. miejsce                                                                              | Rezultat | 3. miejsce                                                            | Rezultat |
| Bieg na 50 m              | Roman Sienicki AZS Lwów                                                                        | 5,7      | Tadeusz Popek AZS Poznań                                                                | 5,9      | Mieczysław Poliński Boruta Zgierz                                     | 6,2      |
| Bieg na 3000 m            | Wacław Soldan Cracovia                                                                         | 9:19,5   | Kazimierz Herman Polonia Warszawa                                                       | 9:24,0   | Adam Borus Pogoń Lwów                                                 | 9:26,3   |
| Bieg na 50 m przez płotki | Paweł Schmidt AZS Poznań                                                                       | 7,2      | Władysław Niemiec Pogoń Lwów                                                            | 7,8      | Hubert Woźniczka Stadion Chorzów                                      | 8,1      |
| Sztafeta 6 × 50 m         | AZS Lwów Roman Sienicki Henryk Krzanowski Edward Komenda Edward Ficek Paszek Jerzy Bochniewicz | 39,0     | AZS Poznań Tadeusz Popek Jan Tęsiorowski Tadeusz Górzyński Sobotowski Kuliński Goniołek | 40,00    |                                                                       |          |
| Sztafeta 3 × 800 m        | Warszawianka Tadeusz Libera Janusz Kusociński Tadeusz Śliwak                                   | 6:16,0   | Cracovia Kazimierz Jurczyk Stanisław Kozłowski Wacław Soldan                            | 6:23,0   | Polonia Warszawa Marian Mielnicki Zygmunt Zabierzowski Wacław Winecki | 6:24,6   |
| Skok wzwyż                | Karol Reisske Stadion Chorzów                                                                  | 1,86     | Witold Gerutto Warszawianka                                                             | 1,81     | Władysław Niemiec Pogoń Lwów                                          | 1,77     |
| Skok o tyczce             | Walerian Mucha Sokół Czeladź                                                                   | 3,40     | Aleksander Anikijew Wima łódźń                                                          | 3,40     | Ryszard Groman Strzelec Białystok                                     | 3,30     |
| Skok w dal                | Karol Hoffmann AZS Poznań                                                                      | 6,87     | Zbigniew Garnuszewski Cracovia                                                          | 6,86     | Alfons Małecki WTW Krotoszyn                                          | 6,52     |
| Pchnięcie kulą            | Witold Gerutto Warszawianka                                                                    | 15,39    | Henryk Praski Strzelec Katowice                                                         | 14,95    | Zbigniew Tilgner Sokół Poznań                                         | 14,415   |

### Kobiety
| Konkurencja:              | 1. miejsce                                                                    | Rezultat | 2. miejsce                            | Rezultat | 3. miejsce                         | Rezultat |
| Bieg na 50 m              | Otylia Kałuża Stadion Chorzów                                                 | 7,1      | Henryka Słomczewska IKP Łódź          | 7,4      | Ella Patz TFSJ Tomaszów Mazowiecki | 7,6      |
| Bieg na 500 m             | Gertruda Iwczok Stadion Chorzów                                               | 1:32,5   | Halina Zborowska Polonia Warszawa     | 1:33,9   | Bella Hornstein Hasmonea Lwów      | 1:37,9   |
| Bieg na 50 m przez płotki | Ella Patz TFSJ Tomaszów Mazowiecki                                            | 8,5      | Wohlgetan AZS Poznań                  | 8,6      | Magdalena Gniełka Stadion Chorzów  | 8,7      |
| Sztafeta 4 × 50 m         | Stadion Chorzów Magdalena Gniełka Otylia Kałuża Amalia Dubiel Gertruda Iwczok | 30,4     | Polonia Warszawa                      | 30,9     |                                    |          |
| Skok wzwyż                | Janina Wencel Polonia Warszawa                                                | 1,40     | Aleksandra Kamińska Strzelec Katowice | 1,42     | Wohlgetan AZS Poznań               | 1,30     |
| Skok w dal                | Henryka Słomczewska IKP Łódź                                                  | 5,06     | Janina Wencel Polonia Warszawa        | 4,61     | Wohlgetan AZS Poznań               | 4,56     |
| Pchnięcie kulą            | Wanda Flakowicz Warszawianka                                                  | 11,96    | Magdalena Breguła Strzelec Katowice   | 11,45    | Stanisławska Pancerni Żurawica     | 7,21     |